# Отте, Ганс Гюнтер Франц
Ганс Гюнтер Франц Отте (нем. Hans Günther Franz Otte; 3 декабря 1926[…], Плауэн, Цвиккау — 25 декабря 2007[…], Бремен) — немецкий композитор, пианист, музыкальный редактор.

## Биография
С 1959 по 1984 год он работал музыкальным руководителем Радио Бремена. С начала 1960-х годов Отте часто представлял на организуемом им бременском радиофестивале Pro Musica Nova современных американских композиторов-экспериментаторов, среди которых были совершенно неизвестные в те времена Джон Кейдж, Дэвид Тюдор, Терри Райли и Ла Монте Янг. 
Отте учился в Германии, Италии и Йельском университете в США. Брал уроки композиции у Пауля Хиндемита и Германа Абендрота, мастерству пианиста учился у Вальтера Гизекинга и Арно Эрфурта.

## Основные сочинения
Его каталог композиций насчитывает более 100 произведений.
Некоторые произведения Отте, особенно его сюиты для фортепиано соло, характеризуются очень минимальными средствами, но, тем не менее, остаются довольно тонкими и утонченными по своей архитектуре и выразительности. Das Buch der Klänge («Книга звуков», 1979–82) и Stundenbuch («Книга часов», 1991–98) — его самые известные произведения в этом жанре, и Отте часто исполнял их самостоятельно. Его последний публичный концерт был дан в Амстердаме в 1999 году.
В своих произведениях Отте в значительной степени опирался на европейскую и азиатскую духовность, интегрируя различные молитвы в ткань музыки.
В 1991 году его работа KlangHaus стала постоянной интерактивной звуковой инсталляцией в музее Везербурга в Бремене.